# Đảng Trung tâm (Phần Lan)
Đảng Trung tâm Phần Lan (tiếng Phần Lan: Suomen Keskusta, Kesk, tiếng Thụy Điển: Centern i Finland) là một đảng chính trị trung dung, tự do, và ưu tiên chính sách cải cách ruộng đất ở Phần Lan.
Được thành lập vào năm 1906 có tên gọi là Liên đoàn Nông nghiệp, đảng đại diện cho các cộng đồng nông thôn và hỗ trợ phân cấp quyền lực chính trị từ Helsinki. Trong những năm 1920, đảng nổi lên như là đối thủ chính của Đảng Dân chủ Xã hội (SDP), và Thủ tướng đầu tiên của đảng, Kyösti Kallio, giữ chức vụ này bốn lần giữa năm 1922 và năm 1937. Sau Thế chiến II, đảng đã cố định như một Của bốn đảng chính trị lớn ở Phần Lan. Urho Kekkonen từng là Tổng thống Phần Lan từ năm 1956 đến năm 1982: là thời kỳ dài nhất của bất kỳ Tổng thống nào. Tên gọi 'Đảng Trung tâm' được thông qua năm 1965, và 'Trung tâm của Phần Lan' năm 1988. Đảng Trung tâm là đảng lớn nhất trong Nghị viện từ năm 2003 đến năm 2011, trong thời gian đó Matti Vanhanen là Thủ tướng Chính phủ trong bảy năm. Sau cuộc bầu cử năm 2011, đảng này đã giảm bớt đại diện của nghị viện từ đảng lớn nhất thành thứ tư lớn nhất, nhưng vào năm 2015 nó đã khôi phục lại vị trí của đảng này.
Là một đảng nông nghiệp Bắc Âu, ảnh hưởng chính trị của Đảng Trung ương là lớn nhất ở các đô thị nhỏ và nông thôn, nơi thường nắm giữ đa số ghế trong các hội đồng thành phố. Phân cấp là chính sách đặc trưng nhất của Trung tâm Đảng. Trung tâm đã từng là đảng cầm quyền ở Phần Lan một vài lần kể từ khi giành được độc lập của Phần Lan. 12 Thủ tướng của Phần Lan, ba Tổng thống và cựu Ủy viên châu Âu về các vấn đề kinh tế và tài chính đã đến từ đảng này. Trung tâm Đảng Phần Lan là tổ chức mẹ của Thanh niên Trung tâm Phần Lan, Học sinh Trung tâm Phần Lan và Phụ nữ Trung tâm Phần Lan.
Đây là một trong bốn đảng chính trị lớn nhất trong nước, cùng với Đảng Liên minh Quốc gia, Đảng SDP và Đảng Finns. Nó có 49 ghế trong Quốc hội Phần Lan. Chủ tịch Đảng Trung tâm là Juha Sipilä, người được bầu vào tháng 6 năm 2012 thay Mari Kiviniemi, cựu Thủ tướng Phần Lan.